# Johannes Amon
Johannes Amon   (Drosendorf an der Aufseß, 24 d'agost de 1763 - Wallerstein, 29 de març de 1825) va ser un virtuós guitarrista, tocador de trompa, violista, director d'orquestra i compositor alemany. Amon va compondre una vuitantena d’obres, incloent simfonies, concerts, sonates i cançons. També va escriure dues misses, diverses obres litúrgiques i dues operetes.

## Adolescència i educació
Amon va néixer a la Baviera, sent instruït per primera vegada al cant per la cantant de la cort Madame Fracassini. Durant aquest període també va estudiar la guitarra i el violí amb Bauerle, un músic de renom local. El jove Amon va tenir la desgràcia de perdre la veu a una edat molt primerenca i els seus pares el van desitjar que estudiés el corn. Va ser posat sota Giovanni Punto, un dels mestres més famosos d'aquest instrument, i en va obtenir una habilitat extraordinària. Abans de 1781 havia visitat Anglaterra com a trompista i aquell any, quan tenia divuit anys, va anar amb el seu professor Punto a París. Després d'estudiar amb Punto, Amon va continuar els seus estudis de composició amb Antonio Sacchini el 1781. Amon va romandre a París, com a alumne de Sacchini, durant dos anys i després va fer una gira amb el seu antic professor, Punto. Van viatjar per tota França i van aparèixer com a duo de trompa amb gran èxit, i el 1784 van arribar a Estrasburg. Va acceptar un compromís a Estrasburg i va romandre en aquesta ciutat durant un temps i després va fer una altra gira ampliada, que incloïa totes les ciutats importants de l'Europa de l'Est.

## Director musical a Heilbronn
Amon va viatjar amb Punto, sovint dirigint la seva orquestra, fins al 1789, quan es va convertir en el director musical a Heilbronn. L'excel·lent interpretació de la trompa i la guitarra d'Amon el va fer arribar a Haydn, Mozart i molts altres músics influents, cosa que va afegir considerablement la seva reputació. El 1789 la seva salut era tal que es va veure obligat a renunciar al toc de trompa i es va dedicar a l'ensenyament de la guitarra i el piano.
El mateix any que va ser contractat com a director musical a Heilbronn el 6 de maig de 1817 va rebre el nomenament de capellmeister del príncep d'Oettingen-Wallerstein. En la seva sol·licitud al tribunal de Wallerstein, Amon va remarcar que havia compost més de 80 obres, totes impreses. A l'agost se li va concedir el títol de "Mestre per a la capella". Va continuar en aquesta posició fins a la seva mort a Wallerstein, Baviera, el 1825. Durant tot aquest període de la seva vida, va ser professor de guitarra i piano. Era molt popular i el nombre d'alumnes famosos que va formar va ser considerable. En el moment de la seva mort, estava completant un rèquiem i una missa, i l'antiga composició va ser interpretada pels membres de la Capella Reial en les seves obligacions funeràries. El van plorar una filla i quatre fills, un d'aquests darrers, Ernest, que també va publicar composicions per a flauta travessera i orquestra.

## Òperes
Amon va ser un compositor molt prolífic i les seves obres publicades abracen totes les classes de música. Va ser l'escriptor de dues òperes, una de les quals, El sultà Wampou, interpretada el 1791, va obtenir un notable èxit, i també nombroses simfonies, quartets, concerts i solos per a guitarra i piano, i cançons amb acompanyament de guitarra. Després de les seves primeres composicions, es titula "deixeble de Punto". Les seves obres vocals amb acompanyament de guitarra van ser molt populars a la seva terra natal i va publicar molts volums, cadascun amb sis cançons. Bone afirma que les obres instrumentals d'Amon són immensament superiors a les seves composicions vocals i que estan dissenyades de forma compacta i clara.